# Liste der peruanischen Botschafter in Polen

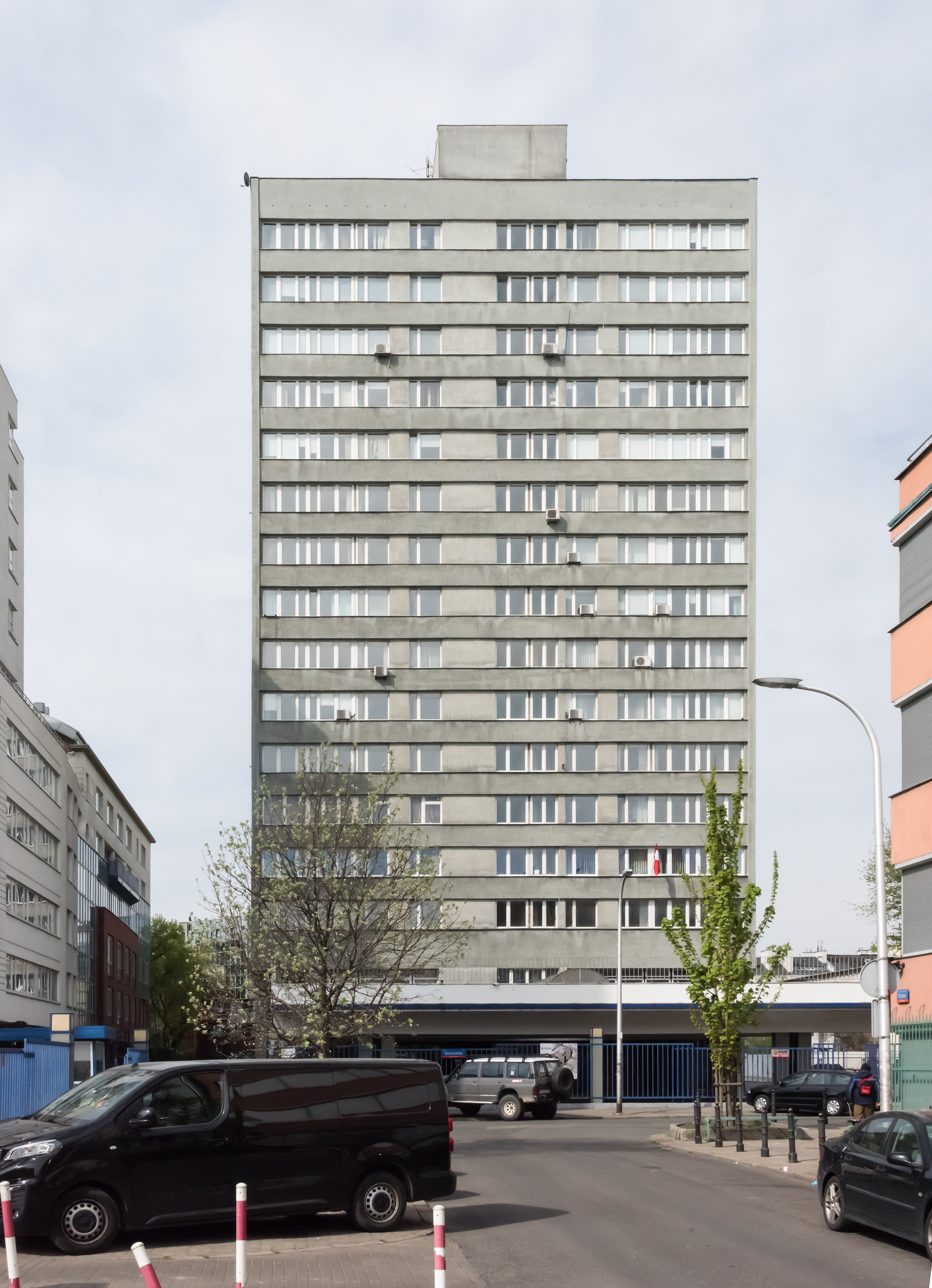
Die Botschaft befindet sich in der Ulica Starościńska 1 Warschau.

| Ernannt       | Name                           | Bemerkungen                           | ernannt während der Regierung von | akkreditiert während der Regierung von | Posten verlassen |
| ------------- | ------------------------------ | ------------------------------------- | --------------------------------- | -------------------------------------- | ---------------- |
| 14. Juli 1969 | Juan Garland Combe             | Geschäftsträger                       | Juan Velasco Alvarado             | Marian Spychalski                      |                  |
| 16. Juli 1969 | Javier Pérez de Cuéllar        | Sitz in Moskau                        | Juan Velasco Alvarado             | Marian Spychalski                      |                  |
| 16. Sep. 1971 | José de la Puente Radbill      | Sitz in Moskau                        | Juan Velasco Alvarado             | Józef Cyrankiewicz                     |                  |
| 18. Apr. 1973 | Raúl María Pereira Veintemilla |                                       | Juan Velasco Alvarado             | Henryk Jabłoński                       |                  |
| 12. März 1977 | Juan Garland Combe             |                                       | Francisco Morales Bermúdez        | Henryk Jabłoński                       |                  |
| 1984          | Igor Velázquez Rodríguez       | ulica Felińskiego 25                  | Fernando Belaúnde Terry           | Henryk Jabłoński                       |                  |
| 2009          | Martha Isabel Chavarri Dupuy   | 1998–2003: Botschafterin in Helsinki, | Alan García                       | Lech Kaczyński                         |                  |